# Lormi
Lormi é uma cidade e uma nagar panchayat no distrito de Bilaspur, no estado indiano de Chhattisgarh.

## Geografia
Lormi está localizada a 22° 17′ N, 81° 44′ L. Tem uma altitude média de 315  metros (1033  pés).

## Demografia
Segundo o censo de 2001, Lormi tinha uma população de 12 158 habitantes. Os indivíduos do sexo masculino constituem 52% da população e os do sexo feminino 48%. Lormi tem uma taxa de literacia de 63%, superior à média nacional de 59,5%: a literacia no sexo masculino é de 73% e no sexo feminino é de 52%. Em Lormi, 15% da população está abaixo dos 6 anos de idade.